# Teorema de Boucherot
El  teorema de Boucherot , és la base d'un mètode ideat per Paul Boucherot que permet la resolució del càlcul total de potències en circuits de corrent altern. D'acord amb aquest teorema, les potències activa i reactiva totals en un circuit, venen donades per la suma de les potències activa i reactiva, respectivament, de cada una de les seves càrregues. De forma analítica: 
{\displaystyle P_{T}=\sum _{k=1}^{n}P_{k}}
{\displaystyle Q_{T}=\sum _{k=1}^{n}Q_{k}}
Seguidament es demostraran les dues igualtats per a un receptor sèrie i per a un altre paral·lel.

## Receptor en sèrie

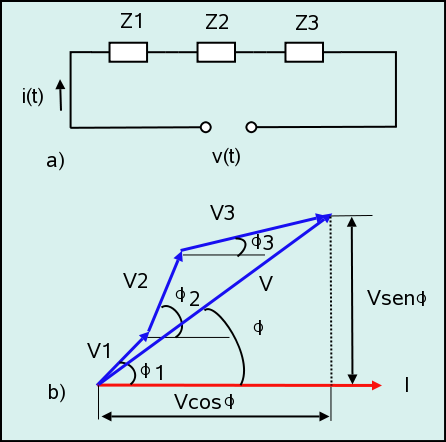
Figura 1 : Receptor sèrie, a, i diagrama de fases, b

Sigui el circuit sèrie de la figura 1a. Aplicant la llei d'Ohm
{\displaystyle {\vec {V}}={\vec {I}}({\vec {Z1}}+{\vec {Z2}}+{\vec {Z3}})=\,\!}
{\displaystyle ={\vec {I}}(R1+X1j+R2+X2j+R3+X3j)\,\!}
Prenent la intensitat en l'origen de fases (figura 1b), 
{\displaystyle {\vec {I}}=I_{\ }{\underline {/0}}=I+0j=I\,\!}
i substituint 
{\displaystyle {\vec {V}}=IR1+R2+ANAR3+(IX1+IX2+IX3)j\,\!}
D'altra banda, el valor de {\displaystyle {\vec {V}}} es pot expressar com (vegeu la figura 1b): 
{\displaystyle {\vec {V}}=V\cos \phi +(V\sin \phi )j\,\!}
Comparant les dues igualtats 
{\displaystyle V\cos \phi =IR1+R2+ANAR3\,\!}
{\displaystyle V\sin \phi =IX1+IX2+IX3\,\!}
Finalment si multipliquem ambdues expressions per I, es dedueix 
{\displaystyle P_{T}=P1+P2+P3\,\!}
{\displaystyle Q_{T}=Q1+Q2+Q3\,\!}

## Receptor en paral·lel

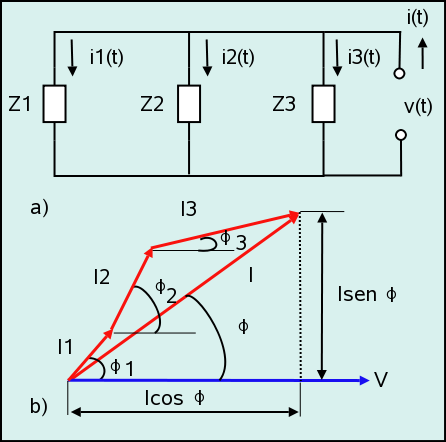
Figura 2 : Receptor paral·lel, a, i diagrama de fases, b

Sigui el circuit paral·lel i el seu corresponent diagrama de fases, figures 2a i 2b respectivament. Els components actiu i directiu del corrent total, {\displaystyle I_{a}} i {\displaystyle I_{r}}, venen donats com la suma dels components parcials de cadascun dels corrents que circulen per cada branca: 
{\displaystyle I_{a}=I_{a1}+I_{a2}+I_{a3}\,\!}
{\displaystyle I_{r}=I_{r1}+I_{r2}+I_{r3}\,\!}
Substituint pels seus valors: 
{\displaystyle I\cos \phi \ =I_{1}\cos \phi \_1+I_{2}\cos \phi \_2+I_{3}\cos \phi \_3\,\!}
{\displaystyle I\sin \phi \ =I_{1}\sin \phi \_1+I_{2}\sin \phi \_2+I_{3}\sin \phi \_3\,\!}
I si aquestes expressions es multipliquen per V, s'obté 
{\displaystyle P_{T}=P1+P2+P3\,\!}
{\displaystyle Q_{T}=Q1+Q2+Q3\,\!}
Que és el mateix resultat que per a un receptor sèrie. En ambdós casos, generalitzant 
{\displaystyle P_{T}=\sum _{k=1}^{n}P_{k}\,\!}
{\displaystyle Q_{T}=\sum _{k=1}^{n}Q_{k}\,\!}
que és el que es desitjava demostrar.

## Potència aparent total

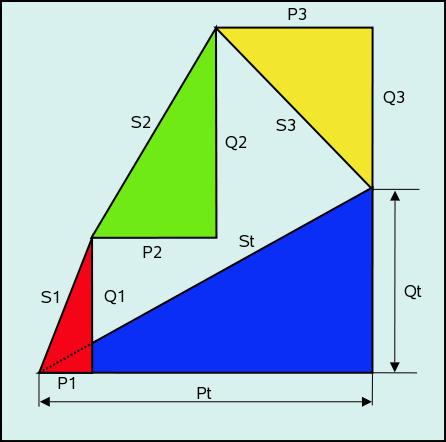
Figura 3 : Triangle de potències d'una instal·lació amb tres receptors, l'1 i el 2 inductius i el 3 capacitiu.

Els dos punts anteriors no impliquen que la potència aparent total d'un sistema s'obtingui com a suma de les potències aparents parcials: 
{\displaystyle S_{T}\;\neq \sum _{k=1}^{n}S_{k}\,\!}
Gràficament, per efectuar el balanç de potències d'una instal·lació, cal obtenir el triangle total de potències com a suma dels triangles de potència parcials de cada receptor. Si per exemple tinguéssim tres receptors, dos inductius i un capacitiu, el seu triangle de potències seria similar al mostrat en la figura 3, on es dedueix que 
{\displaystyle S_{T}={\sqrt {P_{T}^{2}+Q_{T}^{2}}}\,\!}